# 클라크 수
클라크 수(Clarke 數, Clarke Number)는 해발고도 0인 지오이드(geoid)면에서 지하 약 16km까지의 지각의 암석권, 해양의 수권, 지구를 둘러싼 공기층인 대기권을 포함하는 지구 최외각 부분에 존재하는 물질들의 존재비율을 각 원소에 대해 중량백분율로 나타낸 수이다.
미국의 클라크(Frank Wigglesworth Clarke)에 의하여 최초 산출되었으며 이후 G.테일러가 새로운 분석값에 의해 개정하여 클라크-테일러수라고도 불린다.

## 구성비율
이 비율은 암석권이 약 93.06%, 수권이 6.91%, 대기권이 0.03%의 중량비를 가지며 이는 지구 전 중량의 0.3%에 해당하는 값이다. 비록 전 지구의 비율에 비해서는 작은 값이지만 우리가 실제로 지구에서 용이하게 이용할 수 있는 원소들의 비라는 점에서 실질적으로 유용한 구성비이다.

## 주요 구성원소
가장 많이 존재하는 원소는 산소이며 규소, 알루미늄, 철, 칼슘, 나트륨, 칼륨, 마그네슘 등의 순서로 존재한다.

## 같이 보기
- 지구 지각 내 원소 존재비